# Grupos regionales de Naciones Unidas

África
Asia-Pacífico
Europa Oriental
América Latina y el Caribe
Europa Occidental y Otros
Territorios ajenos

Los Estados miembros de las Naciones Unidas extraoficialmente se dividen en cinco grupos regionales geopolíticos. Lo que comenzó como un medio informal de intercambio de la distribución de los puestos de comisiones de la Asamblea General ha adoptado un papel mucho más amplio. Dependiendo del contexto de la ONU, los grupos regionales controlan las elecciones a puestos relacionados con las Naciones Unidas, sobre la base de la representación geográfica, así como coordinan la política sustantiva y forman frentes comunes para las negociaciones y las votaciones.
Los grupos han cambiado con el tiempo. Desde la fundación de las Naciones Unidas hasta 1966, los grupos regionales fueron: la Commonwealth británica, Europa Oriental y Asia, América Latina, Oriente Medio y Europa Occidental. En 1966, en respuesta a los cambios en la composición de la ONU, la descolonización y el realineamiento estratégico, los grupos se reorganizaron como: Asia, Europa Oriental, África, América Latina y el Caribe y Europa Occidental y Otros. En 2011, el Grupo de Asia fue rebautizado como Asia-Pacífico.

## Panorámica general
| Grupo Regional             | Número de miembros | % de miembros | miembros permanentes del Consejo de Seguridad | miembros electos del Consejo de Seguridad | miembros del Consejo Económico y Social | miembros del Consejo de Derechos Humanos | años disponibles para Presidente de la Asamblea General |
| -------------------------- | ------------------ | ------------- | --------------------------------------------- | ----------------------------------------- | --------------------------------------- | ---------------------------------------- | ------------------------------------------------------- |
| África                     | 54                 | 28            | 0                                             | 3                                         | 14                                      | 13                                       | 4 y 9                                                   |
| Asia-Pacífico              | 53                 | 27            | 1                                             | 2                                         | 11                                      | 13                                       | 1 y 6                                                   |
| Europa Oriental            | 23                 | 12            | 1                                             | 1                                         | 6                                       | 6                                        | 2 y 7                                                   |
| América Latina y el Caribe | 33                 | 17            | 0                                             | 2                                         | 10                                      | 8                                        | 3 y 8                                                   |
| Europa Occidental y Otros  | 28                 | 15            | 3                                             | 2                                         | 13                                      | 7                                        | 0 y 5                                                   |
| Ninguno                    | 2                  | 1             | -                                             | -                                         | -                                       | -                                        | -                                                       |
| Total Miembros ONU         | 193                | 100           | 5                                             | 10                                        | 54                                      | 47                                       | Total Años                                              |

## Miembros de los Grupos Regionales

### África
| - Angola - Argelia - Benín - Botsuana - Burkina Faso - Burundi - Cabo Verde - Camerún - Chad - Comoras - República del Congo - República Democrática del Congo - Costa de Marfil - Egipto - Eritrea - Etiopía - Gabón - Gambia | - Ghana - Guinea - Guinea-Bissau - Guinea Ecuatorial - Kenia - Lesoto - Liberia - Libia - Madagascar - Malaui - Mali - Marruecos - Mauricio - Mauritania - Mozambique - Namibia - Níger - Nigeria | - República Centroafricana - Ruanda - Santo Tomé y Príncipe - Senegal - Seychelles - Sierra Leona - Somalia - Suazilandia - Sudáfrica - Sudán - Sudán del Sur - Tanzania - Togo - Túnez - Uganda - Yibuti - Zambia - Zimbabue |

### Asia-Pacífico
| - Afganistán - Arabia Saudita - Bangladés - Baréin - Brunéi - Bután - Camboya - Catar - China - Chipre - Corea del Norte - Corea del Sur - Emiratos Árabes Unidos - Filipinas - Fiyi - India - Indonesia - Irak | - Irán - Islas Marshall - Islas Salomón - Japón - Jordania - Kazajistán - Kirguistán - Kuwait - Laos - Líbano - Malasia - Maldivas - Micronesia - Mongolia - Birmania - Nauru - Nepal - Omán | - Pakistán - Palaos - Papúa Nueva Guinea - Samoa - Singapur - Siria - Sri Lanka - Tailandia - Tayikistán - Timor Oriental - Tonga - Turkmenistán - Tuvalu - Uzbekistán - Vanuatu - Vietnam - Yemen |

Además, la Organización para la Liberación de Palestina (bajo el nombre Palestina) es miembro pleno de este grupo.

### Europa Oriental
| - Albania - Armenia - Azerbaiyán - Bielorrusia - Bosnia y Herzegovina - Bulgaria - Croacia - Eslovaquia | - Eslovenia - Estonia - Georgia - Hungría - Letonia - Lituania - Macedonia del Norte - Moldavia | - Montenegro - Polonia - República Checa - Rumania - Rusia - Serbia - Ucrania |

### América Latina y el Caribe
| - Antigua y Barbuda - Argentina - Bahamas - Barbados - Belice - Bolivia - Brasil - Chile - Colombia - Costa Rica - Cuba | - Dominica - Ecuador - El Salvador - Granada - Guatemala - Guyana - Haití - Honduras - Jamaica - México - Nicaragua | - Panamá - Paraguay - Perú - República Dominicana - San Cristóbal y Nieves - San Vicente y las Granadinas - Santa Lucía - Surinam - Trinidad y Tobago - Uruguay - Venezuela |

### Europa Occidental y Otros
| - Alemania - Andorra - Australia - Austria - Bélgica - Canadá - Dinamarca - España - Estados Unidos (solo para votaciones) - Finlandia | - Francia - Grecia - Irlanda - Islandia - Israel - Italia - Liechtenstein - Luxemburgo - Malta - Mónaco | - Noruega - Nueva Zelanda - Países Bajos - Portugal - Reino Unido - San Marino - Suecia - Suiza - Turquía |

### Miembros independientes
Estados Unidos es un miembro independiente de la ONU que eligió no pertenecer a ningún grupo regional (aunque asisten a las votaciones de la Europa Occidental). Kiribati también es un miembro independiente debido a que no tiene delegación permanente ante la ONU.
- Datos: Q1535468
- Multimedia: United Nations Regional Groups / Q1535468